# Charles et Lucie
Pour plus de détails, voir Fiche technique et Distribution.
Charles et Lucie est un film français réalisé par Nelly Kaplan, sorti le 5 septembre 1979.

## Synopsis
Charles et Lucie, vieux couple sans trop d'argent, lui plus ou moins brocanteur, elle gardienne d'immeuble et femme de ménage, voient débarquer un notaire qui leur annonce qu'ils viennent d'hériter d'une luxueuse maison dans le Sud de la France, d'une voiture et de la rente de l'argent placé en Suisse par une parente éloignée et inconnue récemment décédée. Pour toucher l'héritage ils doivent au préalable payer les frais avancés du notaire. Pour ce faire ils sont amenés à vendre tous leurs biens, avant de partir vers le Sud et de s'apercevoir, devant une maison qui n'existe pas, qu'il viennent d'être escroqués. Mais cette mésaventure va être le début d'une nouvelle vie.

## Fiche technique
- Titre : Charles et Lucie
- Réalisation : Nelly Kaplan
- Scénario : Jean Chapot, Nelly Kaplan et Claude Makovski
- Production : Jean Chapot et Claude Makovski
- Musique : Pierre Perret
- Photographie : Gilbert Sandoz
- Montage : Marco Cavé
- Pays d'origine : France
- Format : Couleurs - 1,85:1 - Mono - 35 mm
- Genre : Comédie dramatique, romance et road movie
- Durée : 85 minutes
- Date de sortie : 5 septembre 1979

## Distribution
- Daniel Ceccaldi : Charles
- Ginette Garcin : Lucie
- Jean-Marie Proslier : Léon
- Samson Fainsilber : le gobeur d'œufs
- Georges Claisse : Michel Nérac
- Guy Grosso : De la Madriguère
- Marcel Gassouk : le chef déménageur
- Albert Konan-Koffi : le gardien de la décharge
- Andrex : le propriétaire du bar "Quand même"
- Henri Tisot : le gradé municipal
- Albert Lerda : l'agent municipal
- Robert Beauvais : le gardien aux tics
- Julie Turin : le petite fille aux oiseaux
- Josy Andrieu : la mère de la petite fille aux oiseaux
- Féodor Atkine : le tueur fou
- Jacques Hansen : l'inspecteur principal
- Pierre Repp : le conducteur d'autobus
- Jacques Maury : le commissaire
- Pierre Charras : un inspecteur
- Jacques Allisio : le patron du chalutier
- Bernard Jouanaud : le mousse
- Renée Duncan : la directrice des bains-douches
- Nelly Kaplan (créditée Belen) : Nostradama
- Sylvain Curtel : le gendarme
- Tania Sourseva : la veuve
- Lili Cox : une femme en deuil
- Jean Panisse : le patron du café
- Albert Manach : le facteur

## Analyse
- En 1979 Nelly Kaplan recycle le genre du road movie des années soixante, en substituant aux jeunes découvrant la liberté à travers la rupture des règles d'une vie programmée et le voyage initiatique, un couple de quinquagénaires. L'ambiance générale et les gags sont à rapprocher du cinéma de Jean-Pierre Mocky.